# Vegan Society
La Vegan Society est une association caritative fondée en Angleterre en novembre 1944 à l'initiative de Donald Watson, Elsie Shrigley et leurs proches et amis dont Dorothy Watson, G.A. Henderson et Fay K. Henderson.
Le mot vegan (troncation médiane de vegetarian) a été imaginé par Donald Watson afin de désigner les végétariens ne consommant ni produits laitiers ni œufs et ainsi faire la distinction avec les autres formes de végétarisme.

## Description
La première réunion de la Vegan Society s'est tenue début novembre 1944, un dimanche, probablement le 5 ou le 12. Depuis 1994, la journée mondiale du véganisme est célébrée le 1er novembre.
L'organisation définit le véganisme comme « philosophie et mode de vie qui tend à exclure, autant qu'il est possible, toutes formes d'exploitation et de cruauté faites aux animaux afin de se nourrir, se vêtir ou dans n'importe quel autre but ».